# Harry Melges
Harry Clemens „Buddy“ Melges junior (* 26. Januar 1930 in Elkhorn, Wisconsin; † 18. Mai 2023 in Fontana-on-Geneva Lake, Wisconsin) war ein US-amerikanischer Segler.

## Erfolge
Harry Melges nahm zunächst an den Olympischen Spielen 1964 in Tokio in der Bootsklasse Flying Dutchman teil. Gemeinsam mit William Bentsen sicherte er sich hinter den Olympiasiegern aus Neuseeland, Helmer Pedersen und Earle Wells sowie den Briten Tony Morgan und Keith Musto, den dritten Platz. Mit einer Gesamtpunktzahl von 5158 Punkten erhielten sie die Bronzemedaille. Drei Jahre darauf gewannen Melges und Bentsen im Flying Dutchman bei den Panamerikanischen Spielen in Winnipeg die Goldmedaille. Bei den Spielen 1972 in München, dessen Segelregatten im Olympiazentrum Schilksee in Kiel stattfanden, war er Skipper des US-amerikanischen Bootes der Soling-Klasse, dessen Crew aus William Bentsen und William Allen bestand. Sie gewannen drei der sechs Wettfahrten und schlossen die beiden übrigen in die Wertung eingehenden Wettfahrten auf den Rängen zwei und drei ab, womit sie die Regatta mit 8,7 Punkten mit deutlichem Vorsprung als Olympiasieger beendeten. Die zweitplatzierten Schweden um Stig Wennerström kamen auf 31,7 Punkte. Bei Weltmeisterschaften gewann er zunächst 1975 in Chicago im Soling die Silbermedaille, ehe ihm sowohl 1978 in San Francisco als auch 1979 in Marstrand im Starboot der Titelgewinn gelang. 1980 folgte in Ponce im Soling der Gewinn von Bronze. Mehrere Male gewann er Titel bei Nordamerikanischen Meisterschaften und gewann außerdem 1992 den America’s Cup.

## Berufliche Tätigkeit

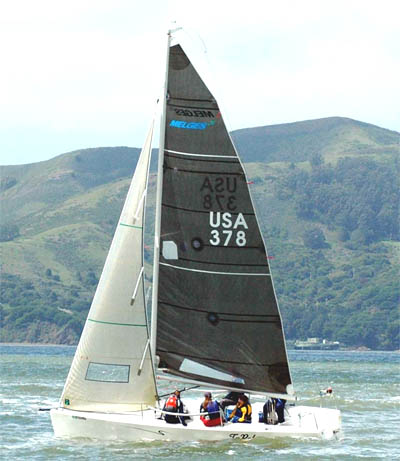
Melges 24

Melges schloss ein Studium an der University of Wisconsin ab. Er war auch als Bootsbauer in der Firma  Melges Performance Sailboats seines Vaters Harry Melges tätig und entwickelte unter anderem die nach ihm benannte Bootsklasse Melges 24 gemeinsam mit dem Design-Büro Reichel/Pugh. In der Firma wurden auch die anderen Entwürfe von Reichel/Pugh gebaut: Melges 17, Melges 32 und Melges 20. Die Zahl gibt immer die Bootslänge in Fuß an.

## Ehrungen
Im Jahr 2001 erfolgte Melges’ Aufnahme in die America’s Cup Hall of Fame. 2011 wurde er in die National Sailing Hall of Fame und 2015 in die Hall of Fame des Weltverbandes aufgenommen.